# Falcatula tamsi
Falcatula tamsi är en fjärilsart som beskrevs av Robert H. Carcasson 1968. Falcatula tamsi ingår i släktet Falcatula och familjen svärmare. Inga underarter finns listade i Catalogue of Life.